# Arrien-en-Bethmale
Arrien-en-Bethmale é uma comuna francesa na região administrativa de Occitânia, no departamento de Ariège.